# Anthropornis
Anthropornis è un genere estinto di pinguini. L'unica specie conosciuta è Anthropornis nordenskjoeldi.
Questo gigantesco pinguino (fino a 1,70 m di altezza e 90 kg di peso) visse all'incirca 43-47 milioni di anni fa, quindi durante il tardo Eocene e l'inizio dell'Oligocene, su quelle terre che oggi sono l'Antartide, la Nuova Zelanda e Seymour Island.
Ciò che lo contraddistingue dai pinguini odierni, oltre alle grandi dimensioni (se si pensa che il pinguino imperatore, il più grande pinguino vivente, raggiunge al massimo 1,20 m di altezza) è la presenza di un legamento piegato nell'ala, eredità di un passato da uccello volatore. Questo legamento si è poi perso con l'evoluzione, a favore di un maggiore adattamento all'ambiente acquatico.